# (1883) Rimito
(1883) Rimito ist ein Asteroid des Hauptgürtels, der am 4. Dezember 1942 von dem finnischen Astronomen Yrjö Väisälä in Turku entdeckt wurde. 
Der Name des Asteroiden ist von der finnischen Landgemeinde Rymättylä abgeleitet, die vermutlich bereits zur Bronzezeit bewohnt war.